# Blepisanis ruficollis
Blepisanis ruficollis là một loài bọ cánh cứng trong họ Cerambycidae.